# Mann und Weib
Mann und Weib (littéralement Mari et Femme) est un duo chanté lors du premier acte de l'opéra de Mozart La Flûte enchantée par Pamina, fille de la Reine de la nuit, une soprano, et l'oiseleur Papageno, un baryton.

## L'air
Cet air décrit le commun accord sur lequel la princesse et l'oiseleur chantent la beauté de l'amour.

## La musique
La musique de cet air décrit le rôle joué par l'amour au cours de l'existence.

## Le texte
Le texte est tiré du livret en allemand de l'ami de Mozart, Emanuel Schikaneder, qui jouait aussi le rôle de Papageno lors de la première représentation. 
| Texte original allemand | Traduction française |
| --- | --- |
| PAMINA Bei Männern, welche Liebe fühlen, fehlt auch ein gutes Herze nicht. PAPAGENO Die süßen Triebe mitzufühlen, ist dann der Weiber erste Pflicht. BEIDE Wir wollen uns der Liebe freu’n, wir leben durch die Lieb’ allein. PAMINA Die Lieb’ versüßet jede Plage, ihr opfert jede Kreatur. PAPAGENO Sie würzet uns’re Lebenstage, sie wirkt im Kreise der Natur. BEIDE Ihr hoher Zweck zeigt deutlich an: nichts Edler’s sei, als Weib und Mann. Mann und Weib, und Weib und Mann, reichen an die Gottheit an. | PAMINA Un homme qui ressent l’amour ne peut manquer de bon cœur. PAPAGENO Partager le doux sentiment est alors le premier devoir d’une femme. ENSEMBLE Nous voulons chanter la joie de l’amour, nous vivons par l’amour seulement. PAMINA L’amour adoucit chaque peine, toute la création se voue à l’amour. PAPAGENO Il donne du sel à chaque jour de notre vie et fait tourner la roue de la nature. ENSEMBLE Son but le plus élevé, il le révèle clairement : rien n’est plus noble que mari et femme. Mari et femme et femme et mari atteignent à la divinité. |